# Прокопенко, Алексей Ефимович
Алексей Ефимович Прокопенко (19 ноября 1925 — 30 января 2009) — советский и украинский кинооператор. Заслуженный деятель искусств Украинской ССР (1985).

## Биография
Родился 19 ноября 1925 года в селе Аулы Криничанского района Екатеринославского округа (ныне — Днепропетровская область).
Участник Великой Отечественной войны. В Красной Армии с марта 1944 года — младший сержант, вычислитель-наводчик в 160-й армейской пушечной артиллерийской бригаде на 3-м Украинском фронте.

…28.4.45 под сильным миномётным обстрелом противника промерял базис с риском для жизни, искусно маскируясь и вычисляя координаты раньше заданного срока. …
…30.4.45 под сильным пулемётным огнём противника замерял углы ориентиров на переднем крае противника, чем обеспечил быструю засечку целей…— из наградного листа на медаль «За боевые заслуги» за подписью командира дивизиона, 21 мая 1945 года
Награждён медалями «За боевые заслуги» (1945), «За освобождение Белграда» (1945), «За победу над Германией» (1946), «За трудовую доблесть» (1960), Орденом Отечественной войны II степени (1985).
В 1955 году окончил операторский факультет ВГИКа (мастерская Александра Гальперина).
Был помощником оператора в фильме «В один прекрасный день» (1955), вторым оператором — «300 лет тому…» (1956), «Без вести пропавший» (1956).
В 1955—1985 — оператор-постановщик Киевской киностудии имени А. Довженко.
Педагог КГИТИ имени И. К. Карпенко-Карого (с 1966), профессор (1995).
Умер 30 января 2009 года.

## Фильмография
- 1957 — Крутые ступени
- 1957 — Ласточка
- 1958 — Ч. П. — Чрезвычайное происшествие
- 1959 — Иванна
- 1961 — Лесная песня
- 1962 — Здравствуй, Гнат!
- 1963 — Серебряный тренер
- 1965 — Вниманию граждан и организаций
- 1967 — Десятый шаг
- 1969 — Падающий иней
- 1970 — Путь к сердцу
- 1970 — Софья Грушко
- 1973 — Абитуриентка
- 1974 — Второе дыхание
- 1975 — Простые заботы
- 1978 — Голубые молнии
- 1980 — Поезд чрезвычайного назначения
- 1981 — История одной любви
- 1982 — Казнить не представляется возможным
- 1984 — Твоё мирное небо